# Filmografia sui rom
Elenco della produzione cinematografica internazionale sulla cultura, la storia e la musica dei Rom, dei Sinti, dei Gitani e delle popolazioni nomadi che si riconoscono nella diaspora dei Rom.

## Film italiani

### Anni 1980
- Carmen, regia di Francesco Rosi (1984)

### Anni 1990
- Allullo drom - L'anima zingara, regia di Tonino Zangardi (1992)
- Oreste a Tor Bella Monaca, regia di Karolos Zonaras - cortometraggio (1993)
- Un'anima divisa in due, regia di Silvio Soldini (1993)
- Il sogno della farfalla, regia di Marco Bellocchio (1994)
- La ruota spezzata, regia di Marcello Casarini - documentario (1995)[1]
- Cartoline dalla Jugoslavia - Rom Khorakhané a Brescia, 1991-1996, regia di Maurizio Pasetti e Andrea Rossini – cortometraggio (1997)[2]
- Rom tour, regia di Silvio Soldini - documentario (1999)

### Anni 2000
- I Gitani della mia città, regia di Gaetano Di Lorenzo – cortometraggio (2000)[3]
- Racav lavor - Cerco lavoro, regia di Marco Carraro, Emiliana Poce, Paolo Poce e Francesco Scarpelli – cortometraggio (2001)[4]
- Io? Maschio, regia di Elisabetta Careri e Paolo Tripodi – cortometraggio (2001)[5]
- Lovte, regia di Andrea Camuffo e Simone Spada - documentario (2003)[6]
- Prendimi e portami via, regia di Tonino Zangardi (2003)
- Japigia Gagì, regia di Giovanni Princigalli - documentario (2003)[7]
- Adisa o la storia dei mille anni, regia di Massimo Domenico D'Orzi  - documentario (2004)
- Le donne vestivano gonne fiorite, regia di Carlo Chiaromonte - documentario (2005)[8]
- Sotto la stessa luna, regia di Carlo Luglio (2006)
- Via San Dionigi, 93: Storia di un Campo Rom, regia di Tonino Curagi e Anna Gorio - documentario (2007)[9]
- Io, la mia famiglia rom e Woody Allen, regia di Laura Halilovic - documentario (2009)[10]

### Anni 2010
- Immaginario Rom, regia di Domenico Distilo - documentario (2011)[11][12]
- Zingarò, una sartoria Rom, regia di Marilisa Piga, Nicoletta Nessler e Nicola Contini - documentario (2012)[13][14]
- Mamma rom, regia di Antonella Cristofaro e Vincenzo Valentino - documentario (2012)[15]
- La palestra, regia di Francesco Calandra - documentario (2012)[16]
- Caminante, regia di Franco Di Martino, Giuseppe Portuesi e Francesco Valvo - documentario (2012)[17][18]
- Gitanistan - Lo Stato Immaginario dei Rom Salentini, regia di Pierluigi De Donno e Claudio Giagnotti - documentario (2012)[19]
- La canzone di Rebecca, regia di Roberto Malini (2012)
- Dimmi che destino avrò, regia di Peter Marcias (2012)
- Campososta, regia di Stefano Liberti e Enrico Parenti – cortometraggio (2013)[20]
- Interferenze Rom, regia di Barbara Cupisti - documentario (2013)[21]
- Terrapromessa, regia di Mario Leombruno e Luca Romano – cortometraggio (2013)[22]
- Io rom romantica, regia di Laura Halilovic (2014)
- Opre Roma! regia di Paolo Bonfanti (2015)
- Noi siamo Ercolini, regia di Giacomo Del Buono - documentario (2016)
- A Ciambra, regia di Jonas Carpignano (2017)

## Film francesi
- Campement de bohémiens, regia di Georges Méliès - considerato perduto (1896)[23]
- Esmeralda, regia di Victorin-Hippolyte Jasset e Alice Guy (1905)
- Lo zingaro (Le Gitan), regia di José Giovanni (1975)
- La terre au ventre, regia di Tony Gatlif (1978)
- L'uomo perfetto (Les Princes), regia di Tony Gatlif (1982)
- La ragazza senza fissa dimora (Rue du départ), regia di Tony Gatlif (1986)
- Pleure pas my love, regia di Tony Gatlif (1988)
- De la source a la mer, regia di Pisla Helmstetter (1989)
- Gaspard e Robinson (Gaspard et Robinson), regia di Tony Gatlif (1990)
- Latcho Drom, regia di Tony Gatlif - documentario (1993)
- Mondo, regia di Tony Gatlif (1995)
- Lucumi, le rumbero de Cuba, regia di Tony Gatlif - cortometraggio (1995)
- I Muvrini, regia di Tony Gatlif (1996)
- Gadjo dilo - Lo straniero pazzo (Gadjo Dilo), regia di Tony Gatlif (1997)
- Vengo - Demone flamenco (Vengo), regia di Tony Gatlif (1998)
- Sono nato da una cicogna (Je suis né d'une cigogne), regia di Tony Gatlif (1998)
- Train de vie - Un treno per vivere (Train de vie), regia di Radu Mihăileanu (1998)
- Swing, regia di Tony Gatlif (2002)
- Exils, regia di Tony Gatlif (2004)
- Liberté (o Korkoro), regia di Tony Gatlif (2009)
- Si tu voyais son cœur, regia di Joan Chemla (2017)

## Film dell'area jugoslava
- Ho incontrato anche zingari felici (Skupljaci perja), regia di Aleksandar Petrović (1967)
- Ko to tamo peva, regia di Slobodan Sijan (1980)
- Andjeo cuvar, regia di Goran Paskaljević (1987)
- Underground (Podzemlje), regia di Emir Kusturica (1995)
- Gatto nero, gatto bianco (Crna mačka, beli mačor), regia di Emir Kusturica (1998)
- Il tempo dei gitani (Dom za vešanje), regia di Emir Kusturica (1989)

## Film ungheresi
- Cigányok, regia di Sándor Sára - cortometraggio (1962)
- Meztelen vagy, regia di Imre Gyöngyössy (1971)
- Cséplö Gyuri, regia di Pál Schiffer (1978)
- Meddő, regia di Tamás Almási - documentario (1995)
- Temetetlen holtak, regia di Miklós Jancsó - documentario (1996)
- Országalma, regia di György Pálos e György Czabán (1998)
- Kitagadottak, regia di Edit Koszegi e Péter Szuhay - documentario (2000)
- Ahogy az Isten elrendeli, regia di Sándor Mohi (2000)
- Porrajmos, regia di Ágota Varga - documentario (2000)
- Út a halálba, regia di Tivadar Fátyol - documentario (2004)

## Film russi e sovietici
- Drama v tabore podmoskovnych cygan, regia di Vladimir Siversen (1908)
- Živoj trup, regia di Česlav Sabinskij (1918)
- Poslednij tabor, regia di Moiseij Goldblat e Evgenij Šnejder (1935)
- Dorogoj cenoj, regia di Mark Donskoj (1957)
- Neulovimye mstiteli, regia di Ėdmond Keosajan (1966)
- I lautari (Lautarii), regia di Emil Vladimirovici Loteanu (1972)
- Anche gli zingari vanno in cielo (Tabor ujodit v nebo), regia di Emil Vladimirovici Loteanu (1976)
- Cygan - serie TV (1979)
- Cyganskoe sčaste, regia di Sergej Nikonenko (1981)
- Vozvraščenie Budulaja - serie TV (1985)
- Cyganka Aza, regia di Grigorij Kochan (1987)
- Gadjo, regia di Dmitrik Svetozarov (1993)
- Ja vinovat, regia di Dufunja Višnevskij (1993)
- Grešnye apostoly lybvi, regia di Dufunja Višnevskij (1995)

## Film spagnoli
- Carmen Story, regia di Carlos Saura (1983)
- L'amore stregone (El amor brujo), regia di Carlos Saura (1986)

## Film britannici
- Zingari (Caravan), regia di Arthur Crabtree (1946)
- La zingara rossa (The Gypsy and the Gentleman), regia di Joseph Losey (1957)
- La vita maestra (The Raggedy Rawney), regia di Bob Hoskins (1988)
- The Man Who Cried - L'uomo che pianse (The man who cried), regia di Sally Potter (1999)

## Film tedeschi
- Sangue gitano (Carmen), regia di Ernst Lubitsch (1918)
- Brass on fire, regia di Ralf Marchallech (2002)

## Film statunitensi
- Notre Dame (The Hunchback of Notre Dame), regia di William Dieterle (1939)
- La zingara di Alex (Alex &  the Gipsy), regia di John Korty (1976)
- And the violins stopped playing, regia di Alexander Ramati (1988)
- Jaisalmer Ayo! Gateway of the Gypsies, regia di Melitta Tchaicovsky e Pepe Ozan - documentario (2004)

## Film di altri paesi
- Fant, regia di Tancred Ibsen (1937)
- Banjarey, regia di Hiren Bose (1948)
- Wahiba malikat al-ghagar, regia di Niazi Mostafa (1951)
- Gitano, regia di Emilio Vieyra (1970)
- Donna (Diably, diably), regia di Dorota Kędzierzawska (1991)
- Kinder der Landstrasse, regia di Urs Egger (1992)
- Tir-na-nog - È vietato portare cavalli in città (Into the West), regia di Mike Newell (1992)
- T'aves bachtalo, regia di Claire Pijman - documentario (1994)
- Koffar, regia di Bahman Kiarostami - cortometraggio documentario (2003)
- Suspino: A Cry for Roma, regia di Gillian Darling Kovanic - documentario (2003)[24]